# El Monte (Chile)
El Monte – miasto w Chile, położone w północnej części Regionu Metropolitalnego Santiago.

## Opis
Miejscowość została założona w 1895 roku. Przez miasto przebiega droga krajowa G-78 i linia kolejowa. 

## Demografia
Źródło.